# Cheng Hu
Cheng Hu är en sjö i Kina. Den ligger i provinsen Jiangsu, i den östra delen av landet, omkring 210 kilometer sydost om provinshuvudstaden Nanjing. Arean är 42 kvadratkilometer. Trakten runt Cheng Hu består huvudsakligen av våtmarker. Den sträcker sig 9,4 kilometer i nord-sydlig riktning, och 8,3 kilometer i öst-västlig riktning.
Genomsnittlig årsnederbörd är 1 661 millimeter. Den regnigaste månaden är juni, med i genomsnitt 221 mm nederbörd, och den torraste är december, med 59 mm nederbörd.